# Danaidy
Danaidy (gr. Δαναίδες, Δαναΐδες Danaídes, łac. Danaides) – w mitologii greckiej królewny z Argos, pięćdziesiąt córek króla Danaosa.

## W kulturze starogreckiej
Pochodziły z różnych matek. Zmuszone do zawarcia małżeństwa, w noc poślubną zabiły (z wyjątkiem Hypermnestry) swoich mężów (synów króla Ajgyptosa, brata Danaosa).  Po śmierci zostały skazane w Tartarze na napełnianie dziurawej beczki wodą (lub na noszenie wody w dziurawych dzbanach albo na napełnianie bezdennej beczki wodą noszoną w sitach).
Ich losy przedstawił Ajschylos w tetralogii, na którą złożyły się tragedie Błagalnice, Aigiptydzi i Danaidy oraz zaginiony dramat satyrowy Amymone.

## W twórczości muzycznej
Obok wykorzystywanej przez licznych kompozytorów opery seria Ipermestra autorstwa  cenionego librecisty Pietra Metastasia, znana jest również skomponowana w roku 1784 przez Antonio Salieriego francuska tragédie lyrique Les Danaïdes, której akcję osnuto wokół zbiorowych zaślubin cór Danaosa oraz popełnionego przez nie mordu, wiernie oddając tragizm oryginału. Finałowa scena tej opery ukazuje Danaidy cierpiące męki w Tartarze, stanowiąc imponujący tableau vivant.